# Dark Horse Comics

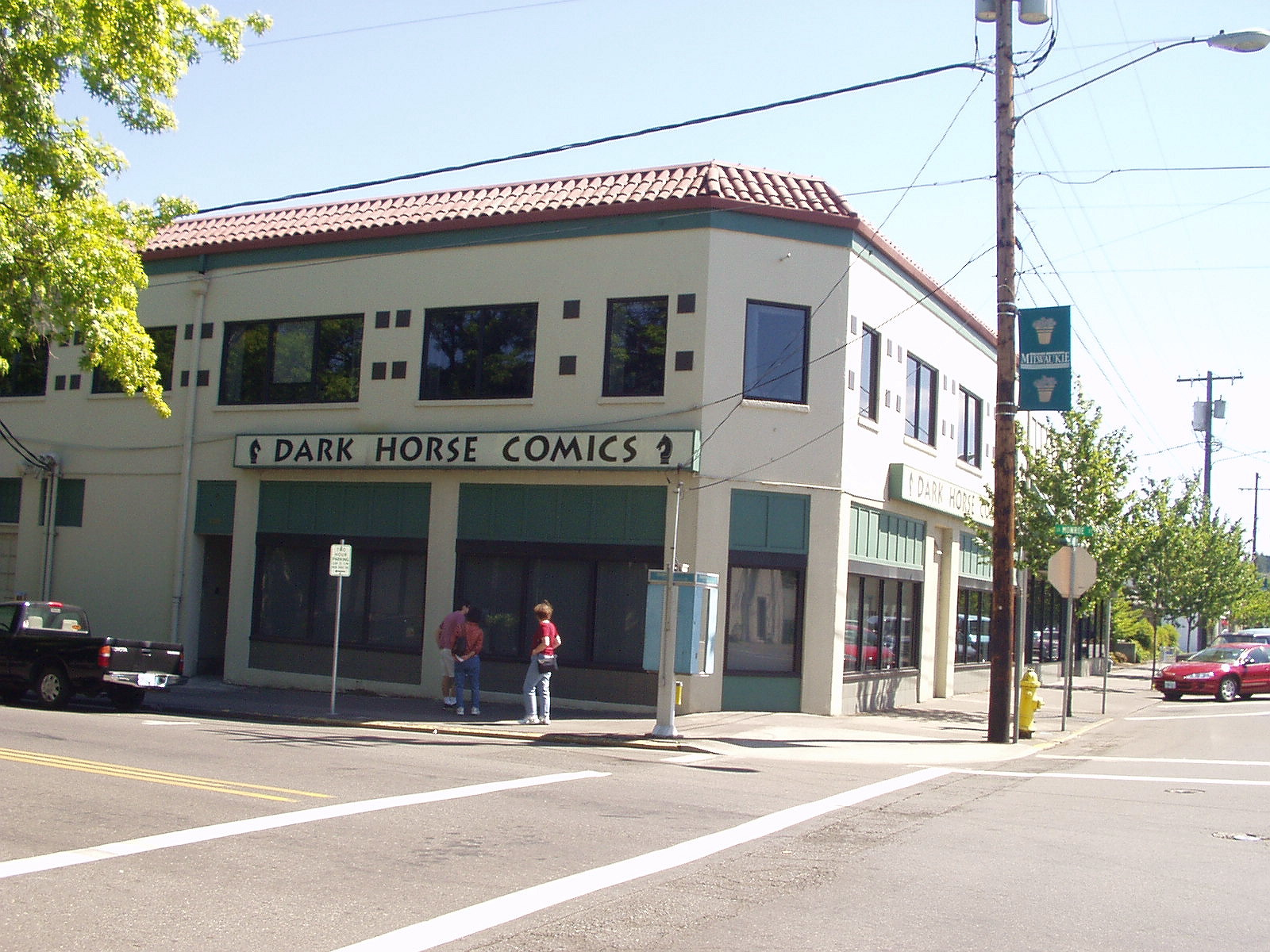
A sede da Dark Horse Comics

Dark Horse Comics é uma editora de quadrinhos norte-americana, sendo considerada uma das maiores do mercado "independente" que se opõe às majoritárias DC Comics e Marvel Comics. Foi fundada em 1986 por Mike Richardson, e é sediada em Milwaukie, Oregon. Seu logo é uma peça preta de xadrez, o cavaleiro, moldada no formato da cabeça de um cavalo.
Em dezembro de 2021, a Dark Horse Media, empresa-mãe da Dark Horse Comics, foi adquirida pela Embracer Group.
A Editora tem seus principais personagens como: Hellboy, Máskara, RoboCop, Exterminador, Shrek e Solar.

## Títulos publicados

### Personagens licenciados
- Alien vs Predator
- Buffy the Vampire Slayer
- Digimon
- Dirty Pair
- Shrek
- Solar
- The Hire
- Magnus, Robot Fighter
- Mass Effect
- The Shadow
- The Terminator
- RoboCop
- Groo - O Errante
- Mass Effect
- Escapista
- Conan
- Dragon Age
- Æon Flux
- Kull
- Avatar: Korra Turf War
- Stranger Things

### Séries originais
- Barb Wire
- Ghost
- Concret
- The Goon
- Grendel
- Hellboy
- The Mask
- Usagi Yojimbo
- Os 300 de Esparta
- Sin City
- The Umbrella Academy
- Body Bags
- Beasts of Burden
- Next Men
- Timecop

### Mangá
- 3x3 Eyes
- Akira
- Appleseed
- Astro Boy
- Berserk
- Blade of the Immortal
- Bubblegum Crisis
- Ghost in the Shell
- Gunsmith Cats
- Hellsing
- Intron Depot
- Megatokyo
- Oh My Goddess!
- Shadow Star
- The Ring
- Trigun
- You're Under Arrest

### Selos
- Berger Books: Criadora do selo Vertigo da DC Comics, Karen Berger voltou definitivamente aos quadrinhos com o selo Berger Books, divulgado em 2017. Sob o guarda-chuva da Dark Horse e com distribuição da Penguin Random House, os autores do selo mantém a propriedade intelectual de suas as obras. Os primeiros lançamentos foram em 2018, e a linha já conta com criadores como Ann Nocenti, G. Willow Wilson e Dave Gibbons.[3][4] Algumas obras do selo já receberam premiações, a exemplo de Invisible Kingdom, melhor série nova no Eisner Awards 2020.[5]

Dark Horse também publica vários títulos do grupo feminino de mangá CLAMP, incluindo Clover, Chobits, Okimono Kimono, Cardcaptor Sakura, Magic Knight Rayearth e Gate 7.

## Adaptações
| Ano       | Titulo                          | Distribuição         |
| --------- | ------------------------------- | -------------------- |
| 1994      | O Máskara                       | New Line Cinema      |
| 1994      | Timecop                         | Universal Studios    |
| 1996      | Barb Wire                       | Universal Studios    |
| 1999      | Mystery Men                     | Universal Studios    |
| 2004      | Hellboy                         | Columbia Pictures    |
| 2005      | O Filho do Máskara              | New Line Cinema      |
| 2007      | 300                             | Warner Bros Pictures |
| 2007      | Alien vs. Predador: Requiem     | 20th Century Studios |
| 2008      | Hellboy II - O Exército Dourado | Universal Studios    |
| 2013      | R.I.P.D.                        | Universal Studios    |
| 2015-2017 | Dark Matter                     | SyFy                 |
| 2019      | Polar                           | Netflix              |
| 2019      | Hellboy                         | Lionsgate            |
| 2019 —    | The Umbrella Academy            | Netflix              |